# William Byron, 4. Baron Byron
William Byron, 4. Baron Byron (* 4. Januar 1670 in Newstead, Nottinghamshire; † 8. August 1736 ebenda) war ein englisch-britischer Peer, Politiker, und Höfling.

## Leben
Byron war der einzige überlebende Sohn von William Byron, 3. Baron Byron, aus dessen erster Ehe mit Hon. Elizabeth Chaworth, Tochter des John Chaworth, 2. Viscount Chaworth. Beim Tod seines Vaters erbte er 1695 dessen Adelstitel als 4. Baron Byron und wurde dadurch Mitglied des House of Lords. Bis 1708 hatte er das Hofamt eines Gentleman of the Bedchamber für den Royal Consort Georg von Dänemark inne.

## Ehen und Nachkommen
Im Februar 1703 heiratete er in erster Ehe Lady Mary Egerton (1676–1703), Tochter des John Egerton, 3. Earl of Bridgewater, die jedoch noch im April 1703 starb. Die Ehe blieb kinderlos.
In zweiter Ehe heiratete er im Dezember 1706 Lady Frances Wilhelmina Bentinck (1684–1712), Tochter des William Bentinck, 1. Earl of Portland. Mit ihr hatte er vier Kinder, die alle jung starben:
- Hon. George Byron (1707–1719);
- Hon. William Byron (1709–1709);
- Hon. William Henry Byron (1710–1710);
- Hon. Frances Byron (1711–1724).

Nachdem Frances Wilhelmina am 31. März 1712 gestorben war, heiratete er in dritter Ehe im Dezember 1720 Hon. Frances Berkeley († 1757), Tochter des William Berkeley, 4. Baron Berkeley of Stratton, und der Frances Temple. Sie hatten sechs Kinder:
- Hon. Isabella Byron (1721–1795), ⚭ (1) 1743 Henry Howard, 4. Earl of Carlisle, ⚭ (2) 1759 William Musgrave;
- William Byron, 5. Baron Byron (1722–1798), ⚭ 1747 Elizabeth Shaw;
- Hon. John Byron (1723–1786), Vice-Admiral der Royal Navy, ⚭ 1748 Sophia Trevannion;
- Rev. Hon. Richard Byron (1724–1811), anglikanischer Pfarrer von Haughton-le-Skerne im County Durham, ⚭ 1768 Mary Farmer;
- Hon. Charles Byron (1726–1731);
- Hon. George Byron (1730–1789),[2] ⚭ Frances Levett.

## Tod
Lord Byron starb auf seinem Anwesen Newstead Abbey am 8. August 1736 und wurde in Hucknall, Nottinghamshire, begraben. Seinen Adelstitel erbte sein vierter, aber noch lebender Sohn William als 5. Baron Byron.
Seine Witwe Frances heiratete 1740 Sir Thomas Hay, 2. Baronet und wurde am 21. September 1757 in Twickenham, Middlesex, begraben.